# Guillermo Guizasola
Guillermo Alejandro Guizasola La Rosa (Lima, 8 de febrero de 1982) es un exfutbolista peruano. Jugaba de lateral izquierdo y es hermano mayor del también futbolista Roberto Guizasola.

## Clubes
| Club                      | País | Año       |
| ------------------------- | ---- | --------- |
| Alcides Vigo              | Perú | 2002      |
| Alianza Lima              | Perú | 2003-2004 |
| Sport Boys                | Perú | 2005      |
| Cienciano                 | Perú | 2006-2007 |
| Universidad San Martín    | Perú | 2008-2011 |
| Universidad César Vallejo | Perú | 2012-2013 |
| Alianza Lima              | Perú | 2014      |
| Universidad César Vallejo | Perú | 2015-2016 |
| Juan Aurich               | Perú | 2016      |

## Palmarés

### Campeonatos nacionales
| Título                    | Club                   | País | Año  |
| ------------------------- | ---------------------- | ---- | ---- |
| Torneo Clausura           | Alianza Lima           | Perú | 2003 |
| Primera División del Perú | Alianza Lima           | Perú | 2003 |
| Primera División del Perú | Alianza Lima           | Perú | 2004 |
| Torneo Clausura           | Cienciano              | Perú | 2006 |
| Primera División del Perú | Universidad San Martín | Perú | 2008 |
| Primera División del Perú | Universidad San Martín | Perú | 2010 |
| Torneo del Inca           | Alianza Lima           | Perú | 2014 |

### Distinciones individuales
| Distinción                                                                                            | Año  |
| --- | ---- |
| Incluido en el equipo ideal del Campeonato Descentralizado según el portal periodístico DeChalaca.com | 2010 |